# Apalis chirindensis
Apalis chirindensis là một loài chim trong họ Cisticolidae.